# Roll in Peace
«Roll in Peace» (с англ. — «Катись с миром!») — песня американского рэпера Kodak Black, написанная FlipSide Moton за 2 часа полета на Гавайи. Он предположил, что песня станет хитом, если в ней будет участвовать американский рэпер XXXTentacion. Она была отправлена на rhythmic radio в качестве второго сингла с микстейпа Project Baby 2 7 ноября 2017 года на лейблах Dollaz N Dealz Entertainment, Sniper Gang и Atlantic Records. Трек был написан самими артистами вместе с London on da Track, который продюсировал его с Cubeatz.

## Музыкальное видео
Премьера клипа состоялась 15 января 2018 года на YouTube-аккаунте Kodak Black. В настоящее время он насчитывает как минимум 118 млн. просмотров.

## Коммерческий успех
«Roll in Peace» дебютировал под номером 53 в американском чарте Billboard Hot 100 от 9 сентября 2017 года. Затем песня достигла 31-го места в чарте Billboard Hot 100 от 3 февраля 2018 года. Он провёл 26 недель в чарте, прежде чем выйти с него 3 марта 2018 года. В феврале 2018 года песня была сертифицирована платиной американской ассоциацией звукозаписывающей компании (RIAA) за получение 1.000.000 эквивалентных единиц в Соединённых Штатах.

## Ремикс
Несколько ремиксов песни были выпущены такими артистами, как Migos, Gucci Mane, Travis Scott, Лил Уэйна, Remy Ma и T-Pain.

## Чарты

### Недельные чарты
| Чарт (2017-18)                        | Высшая позиция |
| ------------------------------------- | -------------- |
| Канада (Billboard Canadian Hot 100)   | 64             |
| США (Billboard Hot 100)               | 31             |
| США (Billboard Hot R&B/Hip-Hop Songs) | 16             |
| США (Billboard Rhythmic)              | 31             |

### Годовые чарты
| Чарт (2017)                           | Позиция |
| ------------------------------------- | ------- |
| США Hot R&B/Hip-Hop Songs (Billboard) | 72      |

| Чарт (2018)                           | Позиция |
| ------------------------------------- | ------- |
| США Hot R&B/Hip-Hop Songs (Billboard) | 65      |

## Сертификации
| Регион                                                                      | Сертификация  | Продажи   |
| --------------------------------------------------------------------------- | ------------- | --------- |
| Великобритания (BPI)                                                        | Серебряный    | 200 000   |
| США (RIAA)                                                                  | 2× Платиновый | 2 000 000 |
| Данные о продажах + прослушиваниях приведены только на основе сертификации. |               |           |